# 外山誠二
外山 誠二（とやま せいじ、1954年〈昭和29年〉6月20日 - ）は、日本の俳優である。東京都出身。所属事務所はUAM株式会社。元文学座座員

## 出演

### 舞台
1980年
- 初舞台『わが屍は野に捨てよ』（文学座アトリエ公演）

1990年
- 『ガラスの動物園』(アトリエ)
- 『グリークス』(アトリエ)

1993年
- 『夜の来訪者』(俳優座劇場)

1994年
- 『ヴェニスの商人』(松竹)サンシャイン劇場

1995年
- 『リチャード三世』(松竹)銀座セゾン劇場
- 『怪談 牡丹燈籠』(本公演)三越劇場

1997年
- 『柘榴のある家』(本公演)紀伊國屋サザンシアター

1998年
- 『華岡青洲の妻』(本公演)紀伊國屋サザンシアター - 華岡青洲役

1999年
- 『冬のひまわり』(アトリエ)
- 『雪やこんこん』(こまつ座)紀伊國屋ホール

2002年
- 『月夜の道化師』(本公演)紀伊國屋ホール

2003年
- 『山ほととぎすほしいまま』（ポイント東京）ル テアトル銀座
- 『リチャード三世』(本公演)世田谷パブリックシアター

2004年
- 『アマデウス』(松竹)ル テアトル銀座
- 『お気に召すまま』(ホリプロ)彩の国さいたま芸術劇場

2005年
- 『毒の香り』(本公演)紀伊國屋サザンシアター

2007年
- 『駅・ターミナル』(木山事務所)あうるすぽっと
- 『宮廷女官チャングムの誓い』(松竹)日生劇場/御園座 - 中宗役 役

2008年
- 『風のつめたき櫻かな』(本公演)紀伊國屋サザンシアター
- 『東京原子核クラブ』俳優座劇場 - 西田義雄役

2009年
- 『グレンギャリー・グレン ロス』(本公演)紀伊國屋サザンシアター
- 『十二人の怒れる男たち』（俳優座劇場）旅、俳優座劇場 H23年再演

2010年
- 『わが町』（本公演）全労済ホールスペース・ゼロ
- 『カーディガン』（PARCO）PARCO劇場、森ノ宮ピロティホール、キャナルシティ劇場

2013年
- 『HIKOBAE』（HIKOBAE PROJECT）天王洲銀河劇場、アメリカ公演

2015年
- 『リア王』(アトリエ)
- 『靑い種子は太陽のなかにある』(Bunkamura)オーチャードホール

2018年
- 『民衆の敵』(Bunkamura)シアターコクーン

2019年
- 『良い子はみんなご褒美がもらえる』(PARCO)赤坂ACTシアター
- 『グリークス』(KUNIO) KAAT神奈川芸術劇場

2020年
- 『ピサロ』(PARCO)PARCO劇場
- 『オレステスとピュラデス』(KAAT神奈川芸術劇場)

2021年
- 『ピサロ』(PARCO)PARCO劇場

2024年
- 『ゴドーを待ちながら』（KUNIO16）KAAT神奈川芸術劇場[2]

2025年
- 『オイディプス王』（パルテノン多摩 大ホール 他）[3]

### テレビドラマ
- 新・必殺仕事人 第19話「主水 夜長にガッカリする」（1981年、ABC / 松竹） - 吉次
- 看護婦日記
- 葵 徳川三代 - 大久保猪之助 役
- 春が来た!
- マグロ・ボーイズ
- 猫弁と透明人間
- 報道ドラマ 生きろ 〜戦場に残した伝言〜
- 犯罪心理学教授・兼坂守の捜査ファイル - 棟平耕造 役
- 渡る世間は鬼ばかりSP2018 - 中井保三 役
- 嫌われ監察官 音無一六 season1 第3話（2022年5月20日、テレビ東京） - 森沢信彦 役
- パンドラの果実科学犯罪捜査ファイル Season1 第9話（2022年6月18日、日本テレビ） - 教授 役
- 連続テレビ小説 虎に翼（2024年9月16日、NHK） - 寒河江弘幸 役[4]
- 法廷のドラゴン 第5話（2025年2月14日、テレビ東京） - 丹羽克治 役[5]

### 映画
- テルマエ・ロマエ
- マエストロ！
- 相棒-劇場版Ⅳ-
- 22年目の告白 -私が殺人犯です-
- ラプラスの魔女
- 最高の人生の見つけ方
- AI崩壊

### 吹き替え
- ミステリー・グースバンプス - ボブ・エリクソン 役
- ミディアム 霊能者アリソン・デュボア6

### テレビアニメ
- 南海奇皇 - 島原勝流 役
- くまみこ - 村人 役

### ラジオドラマ
- 静かな大地